# Trimezia steyermarkii
Espèce
Trimezia steyermarkii est une espèce de plante appartenant à la famille des Iridaceae originaire d'Amérique centrale et des Antilles.

## Description
Plante herbacée atteignant 1 à 1,5 mètre de haut, avec des feuilles lancéolées de 60 centimètres à 1,5 mètre  de long pour 2 centimètres de large. Les fleurs sont jaunes avec des points bruns.

## Espèce voisine
- Trimezia martinicensis (Jacq.) Herbert

## Distribution
Originaire du Panama jusqu'au Mexique (Oaxaca et Chapias), cette plante est cultivée à des fins ornementale dans les régions tropicales, en particulier en Asie du Sud-Est.